# 佳里第四角寧安宮
第四角玉勅寧安宮，位於臺灣臺南市佳里區，主祀：代天巡狩溫府千歲。地屬佳里玉勅皇勅金唐殿境內第四角，於蕭壠香復香後承辦玉勅皇勅金唐殿蕭壠香科百足真人蜈蚣陣而聞名全臺。
蕭壠香玉勅代天巡狩勅令寧安宮，「承辦百足真人蜈蚣陣」 。(復香後承辦「西元1987年丁卯年香科至西元2020年庚子年香科」)

## 主祀神祇
主祀
- 溫府千歲

同祀
- 觀音佛祖、三十六天罡星君、七十二地煞星君、丁將軍、虎爺

萬善堂
- 萬善爺

## 資料來源
1. ↑  刈香轄境. .
2. 1 2  佳里金唐殿乙酉香科五朝王醮記實. .